# Luxemburg op het Eurovisiesongfestival 1957
Luxemburg deed mee aan het Eurovisiesongfestival 1957 in Frankfurt am Main. Het was de tweede deelname van het land aan het Eurovisiesongfestival. 

## Selectieprocedure
Danièle Dupré zong het lied Amours mortes. Zowel de zangeres als het lied werden intern gekozen. Dupré was aan het toeren door Frankrijk toen ze werd gevraagd om Luxemburg te vertegenwoordigen op het songfestival. Later maakte ze bekend, dat ze niet zo te spreken was over het lied. Op het songfestival ontmoette ze Paule Desjardins, de Franse deelneemster, met wie ze nog een lange vriendschap zou hebben. Het lied werd nooit uitgebracht op single.
België · Denemarken · Duitsland · Frankrijk · Italië · Luxemburg · Nederland · Oostenrijk · Verenigd Koninkrijk · Zwitserland
1956 · 1957 · 1958 · 1959 · 1960 · 1961 · 1962 · 1963 · 1964 · 1965 · 1966 · 1967 · 1968 · 1969 · 1970 · 1971 · 1972 · 1973 · 1974 · 1975 · 1976 · 1977 · 1978 · 1979 · 1980 · 1981 · 1982 · 1983 · 1984 · 1985 · 1986 · 1987 · 1988 · 1989 · 1990 · 1991 · 1992 · 1993 · 1994-2023 · 2024 · 2025